# A legélhetőbb városok listája
A legélhetőbb városok listája összeállítás az amerikai székhelyű Mercer, a világ legnagyobb emberi erőforrás tanácsadó (HRC) cégének felmérése alapján.
A Mercer évente kiadja az életminőségi felmérését, amelyben 2023-ban 39 kritérium alapján 241 várost hasonlított össze a világban. Az indexen New York 100-as alapértéket kap, míg más városok ehhez való összehasonlításban vannak. Fontos kritériumok a biztonság, az oktatás, a higiénia, az egészségügy, a kultúra, a környezet, a politikai-gazdasági stabilitás, a tömegközlekedés, a kikapcsolódási lehetőségek és az árukhoz és szolgáltatásokhoz való hozzáférés. A lista elsőrendű célja, hogy segítse a multinacionális vállalatokat, hogy hol nyissanak meg irodákat vagy vállalkozásokat, és mennyit fizessenek az alkalmazottaknak.

## A lista 2023-ban
A tíz legjobb, legmagasabb életminőséget biztosító város között hét nyugat-európai nagyváros található, kettő a csendes-óceáni térségben és egy Észak-Amerikában.
A Mercer listájának első helyén tizenöt egymást követő évben (2009–től 2023-ig) Ausztria fővárosa, Bécs állt az éves „életminőségi” felmérésében.
Budapest 2023-ban a 80. helyre került, míg a lista utolsó helyezettjei közel-keleti és afrikai városok.
Egyes városok azonos pontszámot kapva azonos helyre kerültek.

### A top 40
A 2023-as lista első negyven helyezettje.
| No. | Város         | Ország        |
| --- | ------------- | ------------- |
| 1.  | Bécs          | Ausztria      |
| 2.  | Zürich        | Svájc         |
| 3.  | Auckland      | Új-Zéland     |
| 4.  | Koppenhága    | Dánia         |
| 5.  | Genf          | Svájc         |
| 6.  | Frankfurt     | Németország   |
| 7.  | München       | Németország   |
| 8.  | Vancouver     | Kanada        |
| 9.  | Sydney        | Ausztrália    |
| 10. | Düsseldorf    | Németország   |
| 11. | Hága          | Hollandia     |
| 12. | Wellington    | Új-Zéland     |
| 13. | Bern          | Svájc         |
| 14. | Bázel         | Svájc         |
| 14. | Amszterdam    | Hollandia     |
| 16. | Luxembourg    | Luxemburg     |
| 17. | Toronto       | Kanada        |
| 18. | Berlin        | Németország   |
| 18. | Ottawa        | Kanada        |
| 20. | Montreál      | Kanada        |
| 20. | Melbourne     | Ausztrália    |
| 22. | Perth         | Ausztrália    |
| 23. | Calgary       | Kanada        |
| 24. | Oslo          | Norvégia      |
| 25. | Hamburg       | Németország   |
| 26. | Stockholm     | Svédország    |
| 26. | Stuttgart     | Németország   |
| 28. | Canberra      | Ausztrália    |
| 29. | Szingapúr     | Szingapúr     |
| 29. | Adelaide      | Ausztrália    |
| 31. | Nürnberg      | Németország   |
| 32. | Párizs        | Franciaország |
| 33. | Toulouse      | Franciaország |
| 34. | Helsinki      | Finnország    |
| 34. | Brisbane      | Ausztrália    |
| 36. | Brüsszel      | Belgium       |
| 37. | San Francisco | USA           |
| 38. | Lyon          | Franciaország |
| 39. | Lisszabon     | Portugália    |
| 40. | New York      | USA           |

### Egyéb jelentős európai városok
Egyéb, európai fővárosok és jelentős városok rangsora 2023-ban
| No.  | Város      | Ország             |
| ---- | ---------- | ------------------ |
| 42.  | Dublin     | Írország           |
| 44.  | Milánó     | Olaszország        |
| 45.  | London     | Egyesült Királyság |
| 46.  | Madrid     | Spanyolország      |
| 48.  | Barcelona  | Spanyolország      |
| 54.  | Glasgow    | Egyesült Királyság |
| 59.  | Lipcse     | Németország        |
| 60.  | Birmingham | Egyesült Királyság |
| 61.  | Róma       | Olaszország        |
| 67.  | Belfast    | Egyesült Királyság |
| 71.  | Prága      | Csehország         |
| 78.  | Ljubljana  | Szlovénia          |
| 80.  | Budapest   | Magyarország       |
| 83.  | Pozsony    | Szlovákia          |
| 84.  | Varsó      | Lengyelország      |
| 91.  | Tallinn    | Észtország         |
| 94.  | Athén      | Görögország        |
| 97.  | Zágráb     | Horvátország       |
| 111. | Bukarest   | Románia            |
| 125. | Szófia     | Bulgária           |
| 137  | Isztambul  | Törökország        |
| 142. | Belgrád    | Szerbia            |
|      |            |                    |
| 179. | Tirana     | Albánia            |

### Egyéb további helyezettek
Egyéb, hátrébb helyezett jelentős városok:
| No.  | Város         | Ország           |
| ---- | ------------- | ---------------- |
| 185. | Kairó         | Egyiptom         |
| 186. | Tbiliszi      | Grúzia           |
| 191. | Asztana       | Kazahsztán       |
| 197. | Baku          | Azerbajdzsán     |
| 199. | Minszk        | Fehéroroszország |
| 200. | Havanna       | Kuba             |
| 202. | Taskent       | Üzbegisztán      |
| 204. | Dar es-Salaam | Tanzánia         |
| 206. | Iszlámábád    | Pakisztán        |
| 208. | Caracas       | Venezuela        |
| 208. | Bejrút        | Libanon          |
| 212. | Kijev         | Ukrajna          |
| 213. | Abidjan       | Elefántcsontpart |
| 214. | Teherán       | Irán             |
| 215. | Karacsi       | Pakisztán        |
| 216. | Dakka         | Banglades        |
| 218. | Harare        | Zimbabwe         |
| 218. | Lagos         | Nigéria          |
| 222. | Dusanbe       | Tádzsikisztán    |

### Az utolsó helyezettek
Az utolsó helyezettek többsége Afrikában, továbbá a Közel-Keleten található.
| No.  | Város          | Ország                          |
| ---- | -------------- | ------------------------------- |
| 225. | Addisz-Abeba   | Etiópia                         |
| 226. | Jangon         | Mianmar                         |
| 227. | Nouakchott     | Mauritánia                      |
| 228. | Bamako         | Mali                            |
| 229. | Conakry        | Guinea                          |
| 230. | Kinshasa       | Kongói Demokratikus Köztársaság |
| 231. | Niamey         | Niger                           |
| 232. | Brazzaville    | Kongói Köztársaság              |
| 233. | Tripoli        | Líbia                           |
| 233. | Ouagadougou    | Burkina Faso                    |
| 235. | Damaszkusz     | Szíria                          |
| 236. | N’Djamena      | Csád                            |
| 237. | Port-au-Prince | Haiti                           |
| 238. | Szanaa         | Jemen                           |
| 239. | Bangui         | Közép-afrikai Köztársaság       |
| 240. | Bagdad         | Irak                            |
| 241. | Kartúm         | Szudán                          |

## Forrás
- Mercerː Quality of Living City Ranking 2023